# Vladimir Harutiunian
Vladimir Harutiunian –en armenio, Վլադիմիր Հարությունյան– (18 de julio de 1998) es un deportista armenio que compitió en saltos de plataforma. Ganó una medalla de bronce en el Campeonato Europeo de Natación de 2018, en la prueba de plataforma sincronizada.

## Palmarés internacional
| Campeonato Europeo | Campeonato Europeo    | Campeonato Europeo | Campeonato Europeo     |
| Año                | Lugar                 | Medalla            | Prueba                 |
| ------------------ | --------------------- | ------------------ | ---------------------- |
| 2018               | Glasgow (Reino Unido) | Medalla de bronce  | Plataforma 10 m sincro |